# Macrocnemum roseum
Macrocnemum roseum là một loài thực vật có hoa trong họ Thiến thảo. Loài này được (Ruiz & Pav.) Wedd. mô tả khoa học đầu tiên năm 1854.